# German Friendships
Die German Friendships waren ein internationales Kinderreitturnier, das von 1999 bis 2019 alle zwei Jahre in der ostwestfälischen Stadt Herford stattfand.

## Geschichte
Die Grundidee, eine Veranstaltung wie die German Friendships ins Leben zu rufen, hatte der international tätige Parcoursdesigner Frank Rothenberger in den 1990er Jahren. Er hatte eine ähnliche Veranstaltung in Südamerika erlebt, wo Reiter aus anderen Nationen ohne Pferde eingeladen worden waren. Dabei wurden den ausländischen Gästen die Pferde von den einheimischen Reitern gestellt, da es teuer ist, mit Pferden aus anderen Länder anzureisen. Zunächst sprach Rothenberger mit dem damaligen Bundestrainer Fritz Ligges, der abwinkte. Dann sprach er Ulrich Meyer zu Bexten an, der das Potenzial erkannte. So wurde der frühere Herforder Nationenpreisreiter zum Turniermacher. Dank seiner guten Vernetzung mit seinem Hof lief es von Beginn an recht gut und wurde im Laufe der Jahre immer besser. So wurde das Turnier von Ulrich Meyer zu Bexten und seinem Sohn Lars Meyer zu Bexten erstmals im Jahre 1999 auf seinem Bexter Hof an der Laarer Straße im Stadtteil Diebrock ausgetragen. Es fand im Juli oder August statt.

## Teilnehmer
An dem Turnier nahmen jedes Mal zwischen 100 und 120 Reiter aus 30 bis 35 Nationen teil.

## Konzept
Das Motto des Turniers hieß „Friendships – no Championships“ (Freundschaft, nicht Wettbewerb). Dabei bildeten je ein ausländisches und ein deutsches Kind in den Altersgruppen 12 bis 15 sowie 16 bis 18 ein Team. Die ausländischen Jugendlichen konnten zwar ein eigenes Pferd mitbringen, allerdings sollten die deutschen Teilnehmer ein Pferd für den Partner bereithalten. Neben den Teamprüfungen standen auch Trainingseinheiten im Mittelpunkt, die von bekannten Springreitern wie Ludger Beerbaum, Franke Sloothaak, Otto Becker und Andreas Kreuzer gegeben wurden.
Neben dem internationalen Teil gab es auch Prüfungen für regionale Nachwuchsreiter mit über 200 Teilnehmern. Später gab es auch einen Wettbewerb für ehemalige Teilnehmer, die zwischenzeitlich zu alt geworden waren. Auch für den „Klub der Europäischen Seniorenreiter“ wurde ein Turnier durchgeführt. Einen weiteren Wettbewerb ritten deutsche Spitzenreiter aus.

## Rahmenprogramm
Zu Beginn des Turniers statteten die Reiter dem Herforder Bürgermeister im Rathaus einen Besuch ab. Den Auftakt auf dem Hof bildete der Aufmarsch der Nationen. Am Rande des Turniers wurden auf einem Marktplatz Produkte rund um den Pferdesport oder für Haus und Garten verkauft. Außerdem gab es Schauprogramme mit Pferdevorführungen. Am Samstagabend fand ein großes Fest statt. Für soziale Zwecke wurden während der Veranstaltung Spenden gesammelt. Die Veranstaltung endete mit der Siegerehrung und der Abschlusszeremonie.
Zur Tradition geworden war der Besuch des Spaßmachers Pedro Cebulka. Der gebürtige Lüneburger, der seit Jahren in Kanada lebt, spricht deutsch, englisch und spanisch perfekt und kann sich auf Französisch, Holländisch, Italienisch, Portugiesisch, Indonesisch und Malaysisch verständigen.

## Schirmherrschaft
Die erste Schirmherrschaft im Jahre 1999 übernahm Prinzessin Haya bint al-Hussein, die Tochter des verstorbenen Königs Hussein von Jordanien und die Halbschwester des jetzigen jordanischen Königs Abdullah II.
2001 übernahm Prinzessin Haya gemeinsam mit Hans Günter Winkler die Schirmherrschaft.
Schirmherrin im Jahr 2003 war die damalige Ehefrau des damaligen niedersächsischen Ministerpräsidenten und späteren Bundespräsidenten Christian Wulff, der das Turnier auch schon mehrfach besucht hat.
Schirmherr im Jahre 2005 war der deutsche Bundespräsident Horst Köhler.
Im Jahre 2007 übernahm die deutsche Bundeskanzlerin Angela Merkel die Schirmherrschaft. Sie wurde vor Ort allerdings durch die damalige Bundesfamilienministerin Ursula von der Leyen vertreten, die zusammen mit vier ihrer mitreitenden Kinder an vier Tagen in Herford war.
Ursula von der Leyen hat dann in den Jahren 2009, 2011, 2013, 2015, 2017 und 2019 die Schirmherrschaft übernommen. Sie war während der gesamten Veranstaltungen von 2009 bis 2015 mit ihren Kindern vor Ort. Lediglich 2017 konnte sie wegen wichtiger politischer Termine nicht nach Herford kommen. Im Jahr 2019 hat sie als direkt vorher gewählte neue EU-Kommissionspräsidentin die Veranstaltung besucht und hierbei am 26. Juli 2019 eine Rede mit dem Titel „Frieden, Freiheit, liberale Weltordnung, einiges Europa - nur noch Utopie?“ gehalten.

## Bexter Hof Open
Von 2004 bis 2018 wurde in den Jahren, in denen die German Friendships nicht stattfanden, das internationale Jugendreitturnier „Bexter Hof Open“ ausgerichtet. Seit 2022 finden die Bexter Hof Open jährlich statt.